# Nico Tortorella
Pour les articles homonymes, voir Tortorella (homonymie).
Nico Tortorella, acteur et mannequin américain, né le 30 juillet 1988 à Wilmette, à Chicago, aux États-Unis.

## Biographie

### Jeunesse et études
Nico Tortorella est originaire de Wilmette en banlieue de Chicago. Issu d'une famille d'origine italienne, il est diplômé de la New Trier High School (en). Tortorella fait ses premiers pas sur scène à l'école élémentaire où il apparaît dans Le Magicien d'Oz au théâtre pour enfants de Wilmette. Il joue ensuite au Northlight Theatre de Skokie puis au Mercury Theater de Chicago, où il apparaît pendant trois ans dans la pièce Over the Tavern de Tom Dudzick,. Il rejoint Los Angeles pour étudier à l'université Loyola Marymount, mais abandonne vite les études.

### Carrière
Il commence sa carrière télévisuelle en jouant un top model nommé Cole Sherperd dans la série The Beautiful Life. La série est cependant annulée après la diffusion de seulement deux épisodes, alors que l'équipe tournait encore le septième épisode.
En 2009, il apparaît en guest star dans les trois premiers épisodes de la série Championnes à tout prix, il y interprète Razor, un collègue d'Emilie, une des gymnastes. Il reprend ce rôle en janvier 2010. Il tient un petit rôle dans le film Twelve de Joel Schumacher aux côtés de Chace Crawford, Emma Roberts et Kiefer Sutherland. En juin 2010, il obtient un des rôles principaux, Trevor, dans le film d'horreur Scream 4, encore une fois aux côtés d'Emma Roberts, interprétant son ex-petit ami.
En 2013, il joue dans The Following sur la Fox. Son personnage Jacob Wells fait partie d'un triangle amoureux disciple du tueur en série Joe Carroll (James Purefoy), opposé à l'ancien agent du FBI Ryan Hardy (Kevin Bacon). Tortorella n'apparaît pas dans la deuxième saison de la série. La même année, il apparaît également dans la série de MTV Eye Candy, qui n'est cependant pas diffusée.
Depuis 2015, il est l'un des acteurs principaux de la série Younger créée par  Darren Star. Il y interprète Josh, le petit-ami de Liza (Sutton Foster), une quadragénaire qui fait croire qu'elle a 26 ans pour travailler dans le monde de l'édition. La série prend fin après sept saisons.
En 2020, il participe à RuPaul's Secret Celebrity Drag Race et rejoint la série The Walking Dead: World Beyond, dérivée de The Walking Dead, dont il joue l'un des personnages principaux.

## Vie privée
Nico Tortorella est ouvertement bisexuel, et se décrit comme genderfluid.
En mars 2018, il épouse Bethany Meyers, sa compagne depuis onze ans. En 2023 ils seront parents de leurs premier enfant, une petite fille.
Il anime un podcast intitulé The Love Bomb, où il reçoit des amis et d'anciennes relations pour parler d'amour et de sexe,.

## Filmographie

### Cinéma

#### Longs métrages
- 2010 : Twelve de Joel Schumacher : Tobias
- 2011 : Scream 4 de Wes Craven : Sheldon
- 2011 : Effraction de Joel Schumacher : Jake
- 2013 : Odd Thomas de Stephen Sommers : Simon Varner
- 2014 : Hunter&Game (en) de Kevin Alexander : Carson Lowe
- 2019 : Fluidity de Linda Yellen : Matt
- 2023 : The Mattachine Family de Andy Vallentine : Thomas

#### Courts métrages
- 2013 : Valentine's for One

### Télévision

#### Séries télévisées
- 2009 : The Beautiful Life : Cole Shepherd (personnage principal, 5 épisodes)
- 2009–2010 : Championnes à tout prix : Razor (personnage récurrent, saison 1, 13 épisodes)
- 2013 :  Following : Jacob Wells (personnage principal, saison 1, 20 épisodes)
- 2015 : Eye Candy : Tommy Calligan
- 2015-2021 : Younger : Josh (personnage principal, 79 épisodes)
- 2020–2021 : The Walking Dead: World Beyond : Felix (personnage principal, 20 épisodes)
- 2023 : City on Fire : William

#### Téléfilms
- 2016 : Mamma Dallas : Jesse
- 2017 :  Les frères meurtriers : L'affaire Menendez (en) : Lyle Menéndez

#### Émissions télévisées
- depuis 2018 : Just Tattoo of Us USA (en) : présentateur
- 2020 : Legendary : lui-même (juge invité)